# Slovinská hokejová reprezentace
Slovinská hokejová reprezentace se od roku 1993 účastní Mistrovství světa v ledním hokeji. Tým má přezdívku Risi a hraje v dresech s hlavou rysa ostrovida. Na světovém žebříčku IIHF figurovalo v roce 2023 na 17. místě. Historicky první utkání proti České republice sehrálo Slovinsko 26. dubna 2003 v Helsinkách v rámci MS 2003 a prohrálo 2:5. Nejlepší umístění na MS v ledním hokeji si připsali v roce 2002, 2005 a 2025 když skončili na 13.místě. Na olympiádě si nejlepší výsledek připsali v roce 2014 v Soči, když skončili ve čtvrtfinále.

## Lední hokej na olympijských hrách
| Hokej na ZOH | Místo ZOH                 | Umístění               | Soupisky |
| ------------ | ------------------------- | ---------------------- | -------- |
| ZOH – 1994   | Norsko Lillehammer        | Ne                     |          |
| ZOH – 1998   | Japonsko Nagano           | Ne                     |          |
| ZOH – 2002   | USA Salt Lake City        | Ne                     |          |
| ZOH – 2006   | Itálie Turín              | Vyřazeno v kvalifikaci |          |
| ZOH – 2010   | Kanada Vancouver          | Vyřazeno v kvalifikaci |          |
| ZOH – 2014   | Rusko Soči                | 7. místo               | Soupiska |
| ZOH – 2018   | Jižní Korea Pchjongčchang | 9. místo               | Soupiska |
| ZOH - 2022   | Čína Peking               | vyřazeno v kvalifikaci |          |

## Mistrovství světa
- skupina B nebo • divize D1
- skupina C
- Legenda: červené podbarvení - sestup, zelené podbarvení - postup, fialové podbarvení - reorganizace, změna skupiny či soutěže

| Hokej na MS  | Místo turnaje      | Umístění                         | Soupiska |
| ------------ | ------------------ | -------------------------------- | -------- |
| MS – 1993 C  | Slovinsko          | Bronzová medaile                 |          |
| MS – 1994 C  | Slovensko          | 5. místo                         |          |
| MS – 1995 C  | Bulharsko          | 7. místo                         |          |
| MS – 1996 C  | Slovinsko          | Bronzová medaile                 |          |
| MS – 1997 C  | Estonsko           | Stříbrná medaile                 |          |
| MS – 1998 B  | Slovinsko          | Stříbrná medaile                 |          |
| MS – 1999 B  | Dánsko             | 5. místo                         |          |
| MS – 2000 B  | Polsko             | 7. místo                         |          |
| MS – 2001 D1 | Slovinsko          | místo (postup)                   |          |
| MS – 2002    | Švédsko            | 13. místo                        |          |
| MS – 2003    | Finsko             | 15. místo (sestup)               |          |
| MS – 2004 D1 | Polsko             | místo (postup)                   |          |
| MS – 2005    | Rakousko           | 13. místo                        |          |
| MS – 2006    | Lotyšsko           | 16. místo (sestup)               |          |
| MS – 2007 D1 | Slovinsko          | místo (postup)                   |          |
| MS – 2008    | Kanada             | 15. místo (sestup)               |          |
| MS – 2009 D1 | Litva              | Stříbrná medaile                 |          |
| MS – 2010 D1 | Slovinsko          | místo (postup)                   |          |
| MS – 2011    | Slovensko          | 16. místo (sestup)               | Soupiska |
| MS – 2012 D1 | Slovinsko          | místo (postup)                   |          |
| MS – 2013    | Švédsko a Finsko   | 16. místo (sestup)               | Soupiska |
| MS – 2014 D1 | Jižní Korea        | místo (postup)                   |          |
| MS – 2015    | Česko              | 16. místo (sestup)               | Soupiska |
| MS – 2016 D1 | Polsko             | místo (postup)                   |          |
| MS – 2017    | Německo a Francie  | 15. místo (sestup)               | Soupiska |
| MS – 2018 D1 | Maďarsko           | 5. místo                         |          |
| MS – 2019 D1 | Kazachstán         | 4. místo                         |          |
| MS – 2020 D1 | Slovinsko a Polsko | Zrušeno kvůli pandemii covidu-19 |          |
| MS – 2021 D1 | Slovinsko a Polsko | Zrušeno kvůli pandemii covidu-19 |          |
| MS – 2022 D1 | Slovinsko a Polsko | místo (postup)                   |          |
| MS – 2023    | Finsko a Lotyšsko  | 16. místo (sestup)               | Soupiska |
| MS – 2024 D1 | Itálie             | místo (postup)                   |          |
| MS – 2025    | Švédsko a Dánsko   | 13. místo                        | Soupiska |

## Galerie dresů reprezentace
| ZOH 2014 | MS 2015 | ZOH 2018 |
|          |         |          |